# Karl von Blumenthal
Karl von Blumenthal (Gartz, 1º agosto 1811 – Potsdam, 25 maggio 1903) è stato un generale tedesco.

## Biografia

### Ascendenza
Louis era figlio di Ludwig Albrecht Blumenthal (1774–1813) e della di lui consorte Friderike Charlotte Dorothea, nata von Below (1783–1853).
Suo padre era Rittmeister nel 2º reggimento dragoni del Brandeburgo. Il futuro Feldmaresciallo Leonhard Graf von Blumenthal (1810–1900) era suo fratello maggiore.

### Carriera militare
Blumenthal ricevette la sua formazione nelle scuole per cadetti di Chełmno e di Berlino. Il 29 luglio 1829 divenne sottotenente del Reggimento di fanteria di riserva della Guardia (più tardi Reggimento fucilieri della Guardia) dell'Esercito prussiano. Frequentò tra ottobre 1832 e luglio 1835 l'Accademia Prussiana di Giuerra. Dal 1843 al 1846 fu comandante dell'Ufficio Topografico, divenne tenente e nel giugno 1849 entrò nel reparto dei battaglioni di addestramento di fanteria. Un anno dopo fu promosso capitano comandante di compagnia. Raggiunto il grado di Maggiore, dal 23 maggio 1857 comandò a Düsseldorf il II battaglione nel 17º reggimento della milizia territoriale. Nel quadro della Seconda guerra d'indipendenza italiana mobilitò nel 1859 il reggimento e creò l'anno successivo il nucleo per il nuovo 8º reggimento di fanteria "Duca Ferdinando von Braunschweig". In questa unità Blumenthal comandò il II Battaglione e il 18 ottobre 1861 ebbe il grado di tenente colonnello. Il 9 gennaio 1864 fu nominato comandante del 6º reggimento di fanteria del Brandeburgo n. 57 a Posen e il 25 giugno 1864 fu promosso colonnello.
Con questo grado comandò il suo reggimento nel 1866 durante la Guerra austro-prussiana, nella quale combatté le battaglie di Nachod, Skalitz, Schweinschädel e Sadowa. Le sue prestazioni furono degne dell'Ordine della Corona di II classe con spade. Il 21 luglio 1867 Blumenthal fu sollevato dal suo comando e poco dopo divenne Ufficiale dell'Esercito e il 10 agosto 1867 nominato à la suite comandante della 26ª brigata di fanteria a Münster. In questa posizione il 22 marzo 1868 fu promosso maggior generale e il 13 giugno 1869 fu posto "a disposizione", venendo anche insignito dell'Ordine dell'Aquila rossa di II classe con foglie di quercia.

### Famiglia
Blumenthal sposò il 14 agosto 1849 a Potsdam Augusta Luisa Silvia Tugendreich von Burgsdorff (1819–1900), figlia dell'Ispettore Karl Wilhelm von Burgsdorff. Dal matrimonio nacquero:
- Karl Ludwig Georg (1850–1871), sottotenente nel Reggimento Granatieri Nr. 8
- Wilhelm Heinrich Kurt (1851–1870), sottotenente nel Reggimento di Fanteria "Granduca di Sassonia" Nr. 94
- Matthias Hans Ludwig (* 30 marzo 1855; † 7 maggio 1945), tenente generale, comandante del Reggimento Ussari Nr. 13, che sposò nel 1883 Lillian Mary Luise Steinway-Oakes (* New York, 26 dicembre 1862; † 4. ottobre 1904), figlia di Henry Steinway Jr. (1831–1865), figlio a sua volta di Heinrich Steinweg[1]